# Arminianizm

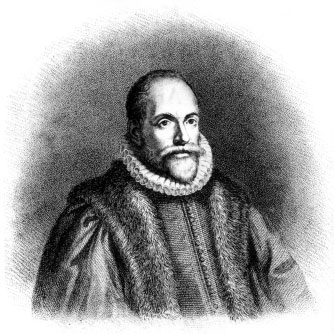
Arminiusz

Arminianizm – pojęcie oznaczające zarówno tendencję teologiczną w kalwinizmie, jak i protestancki ruch religijny, których początek datuje się na przełom XVI i XVII wieku. 
Powstanie arminianizmu wiąże się z działalnością Jakuba Harmenzsa (albo Arminiusa, według formy zlatynizowanej). Wystąpił on przeciwko właściwej dla kalwinizmu idei predestynacji. Podkreślał, że zbawienie jest darem, jaki Bóg proponuje każdemu, oraz że to sam człowiek przez swoją postawę może go dostąpić i określić swoją wieczność. Tak więc to obdarzony wolną wolą człowiek decyduje, jaki będzie jego los w wieczności.
Wywołana przy tym polemika, prowadzona jeszcze ostrzej po śmierci Arminiusa w 1609 roku, dała początek arminianom. Występowali oni z protestami i żądaniami uznania za poprawne głoszonych przez siebie tez, które streszczono w pięciu punktach (tzw. Pięć Artykułów Remonstrancji). Wiele miejsca poświęcono w nich zagadnieniu ludzkiej wolności. 
Kontynentalny kalwinizm w większości odrzucił poglądy arminianizmu na Synodzie w Dordrechcie (1618–1619), jednak ustalenia synodu nie stały się wiążące dla wszystkich kościołów reformowanych. Anglosaski kalwinizm potępił arminianizm w westminsterskim wyznaniu wiary, którego twierdzenia do dziś podzielają konserwatywne kościoły tradycji reformowanej.
Wybitnym przedstawicielem arminianizmu był prawnik Hugo Grocjusz.